# Mykolas Burokevičius
Mykolas Burokevičius (ur. 7 października 1927 w Olicie, zm. 20 stycznia 2016 w Wilnie) – litewski działacz komunistyczny, w latach 1989–1991 I sekretarz Komunistycznej Partii Litwy.

## Życiorys
W 1955 ukończył studia w Wileńskim Instytucie Pedagogicznym, a w 1963 w Akademii Nauk Społecznych przy KC Komunistycznej Partii Związku Radzieckiego. Uzyskał stopień doktora nauk historycznych oraz tytuł profesora.
W latach 1942–1944 pracował jako stolarz i tokarz w fabryce w Wotkińsku (Udmurcka ASRR). Od 1944 był etatowym pracownikiem Komsomołu: instruktorem, kierownikiem sekcji i sekretarzem Komitetu Powiatowego w Wyłkowyszkach. W 1946 rozpoczął pracę w aparacie partyjnym. Pracował jako propagandzista, szef gabinetu partii i zastępca szefa wydziału w Komitecie Powiatowym Komunistycznej Partii Litwy w Wyłkowyszkach. W latach 1947–1949 był słuchaczem w Wyższej Szkole Partyjnej Litewskiej SRR.
W kolejnych latach pełnił funkcje instruktora oraz kierownika sekcji KC KPL, a od 1956 kierownika wydziału Komitetu Miejskiego KPL w Wilnie. Od 1963 był pracownikiem naukowym Instytutu Historii Partii KC KPL. W 1969 został kierownikiem Katedry Filozofii i Komunizmu Naukowego Wileńskiego Instytutu Inżynierii Budownictwa, a w 1976 profesorem Katedry Komunizmu Naukowego i Nauk Politycznych Wileńskiego Instytutu Pedagogicznego.
22 grudnia 1989 został sekretarzem Komitetu Centralnego Komunistycznej Partii Litwy, a 5 marca 1990 I sekretarzem KC KPL lojalnej wobec władz radzieckich (na platformie KPZR). 13 lipca 1990 wszedł w skład KC KPZR, a dzień później został wybrany członkiem Biura Politycznego. Sprzeciwiał się niepodległości Litwy i opowiadał się za zachowaniem jej statusu jako republiki związkowej ZSRR. Na początku 1991 zwrócił się z prośbą do prezydenta Związku Radzieckiego Michaiła Gorbaczowa o objęcie Litwy bezpośrednimi rządami prezydenckimi.
W 1991 litewskie władze rozpoczęły ściganie Burokevičiusa za udział w tzw. wypadkach styczniowych pod wileńską wieżą telewizyjną. 15 stycznia 1994 został aresztowany na terenie Białorusi i przekazany stronie litewskiej. Przez pięć lat przebywał w areszcie, a w sierpniu 1999 skazano go na 12 lat więzienia za działalność antypaństwową oraz współudział w zabójstwie litewskich obywateli w wypadkach styczniowych w Wilnie. 13 stycznia 2006 wypuszczono go na wolność.